# Brigitte Zypries
Brigitte Zypries, née le 16 novembre 1953 à Cassel, est une femme politique allemande, membre du Parti social-démocrate d'Allemagne (SPD).

## Vie professionnelle

### Formation
Après avoir passé son Abitur, en 1972, elle entreprend des études supérieures de droit à l'université Justus-Liebig de Gießen, où elle fait la connaissance de Frank-Walter Steinmeier. Au cours de son cursus, qu'elle achève en 1978 par l'obtention de son premier diplôme juridique d'État, elle participe, aux côtés de Steinmeier, à la rédaction de la revue trimestrielle de gauche Demokratie und Recht, alors sous la surveillance de l'office de protection de la Constitution de Hesse.
Stagiaire au tribunal du district de Giessen entre 1978 et 1980, elle décroche cette même année son second diplôme juridique d'État.

### Carrière
En 1985, elle devient associée de recherche à l'université de Giessen et secrétaire à la chancellerie régionale de Hesse, dont le ministre-président était le social-démocrate Holger Börner. Au bout de trois ans, elle est recrutée comme associée de recherche au premier sénat du Tribunal constitutionnel fédéral, à Karlsruhe.
Elle y reste jusqu'en 1991, puis entre à la chancellerie de Basse-Saxe, sous la direction du ministre-président social-démocrate Gerhard Schröder, afin d'y occuper le poste de chef de la division du droit constitutionnel. Elle se voit promue directrice de département en 1995.

## Vie politique

### Les débuts: secrétaire d'État
Adhérente du Parti social-démocrate d'Allemagne (SPD) depuis 1991, elle est nommée secrétaire d'État au ministère des Femmes de Basse-Saxe en 1997. L'année suivante, à la suite de l'arrivée au pouvoir d'une coalition rouge-verte au niveau fédéral, elle est choisie comme secrétaire d'État administrative du ministère fédéral de l'Intérieur. C'est à ce titre qu'elle a présidé, à partir de 1999, la commission des secrétaires d'État pour la gestion du programme fédéral de modernisation de l'administration.

### Ministre fédérale de la Justice
Le 22 octobre 2002, Brigitte Zypries est nommée ministre fédéral de la Justice d'Allemagne dans la seconde alliance SPD/Verts du chancelier Gerhard Schröder. Elle est reconduite trois ans plus tard, le 22 novembre 2005, dans la grande coalition de la chrétienne-démocrate Angela Merkel, après avoir été élue députée fédérale de Hesse dans la circonscription de Darmstadt avec 44,8 % des voix. Elle y retrouve Frank-Walter Steinmeier, désormais ministre fédéral des Affaires étrangères.
Une rumeur a couru en août 2006 selon laquelle la ministre comptait se faire nommer au Tribunal constitutionnel fédéral en 2008, avant d'en prendre la présidence en 2010. À la suite du retour de la rumeur en mars 2007, elle a formellement démenti toute volonté de rejoindre la juridiction constitutionnelle. En août 2009, elle critique le choix de Karl-Theodor zu Guttenberg, ministre fédéral de l'Économie, d'avoir fait appel à un cabinet privé pour rédiger un projet de loi, en dénonçant un « gaspillage de l'argent public ».

### Membre du Bundestag, 2009 à 2013
Réélue au Bundestag avec tout juste 35 % des voix aux élections législatives fédérales du 27 septembre 2009, elle quitte le cabinet un mois plus tard, Merkel ayant formé une coalition avec les libéraux. Elle entre alors à la commission parlementaire de la Culture et des Médias, tout en occupant le poste de juriste du groupe SPD.

### Secrétaire d'État et ministre d'Économie
Après les élections fédérales de 2013 et la formation d'une grande coalition, elle est nommée secrétaire d'État au ministère de l'Économie et de l'Énergie. Elle est la première ancienne ministre qui a accepté cette position mineure. Dans un remaniement au 27 janvier 2017, elle est nommée ministre de l'Économie et de l'Énergie, en remplaçant Sigmar Gabriel, nommé ministre des Affaires étrangères. Elle est la première femme à occuper cette position.